# به من ایمان داشته باش
به من ایمان داشته باش (به انگلیسی: Believe in Me) فیلمی محصول سال ۱۹۷۱ و به کارگردانی استوارات هاگمن است. در این فیلم بازیگرانی همچون مایکل ساررازین، جکلین بیسیت، آلن گارفیلد، کوین کانوی و ایزابل کالین دافرسن ایفای نقش کرده‌اند.